# ジョン・ダンロップ (宣教師)
ジョン・ガスキン・ダンロップ（John Gaskin Dunlop、1867年7月8日 - 1932年8月15日）は、明治時代の日本で活動したカナダのキリスト教宣教師。大正改訳聖書の委員を務めた。

## 生涯
カナダのオンタリオ州キングストンに生まれる。クイーンズ大学を卒業し、C・S・イビーの自給伝道隊に応募し1885年（明治18年）に来日、浜松尋常中学校で教鞭を取る。1888年（明治21年）、日本メソジスト教会教職試補、同年9月、静岡県尋常中学校で教鞭を取り（〜1890年3月）、1890年（明治23年）、長野県の尋常師範学校（現・信州大学）の教師になる。教職のかたわら、長野県で開拓伝道を行い、長野メソヂスト教会（長野県町教会）の基礎を築いた。
1892年（明治25年）にメソジスト日本年会で按手礼を受け、1893年（明治26年）に静岡教会（現、日本基督教団静岡教会）、1894年（明治27年）に本郷中央会堂（現、日本基督教団本郷中央教会）、1895年（明治28年）からは新潟県の高田教会を担当した。1897年（明治30年）にカナダへ休暇のために一時帰国し、1898年（明治31年）にアメリカ長老教会に移籍して来日すると、11月にT・C・ウィンの後を継いで金沢教会（現、日本基督教団金沢教会）に赴任し、1918年（大正7年）まで福井市、金沢市で伝道をする。
1909年（明治42年）10月5日から10月10日まで開催された宣教開始50年記念会に出席して、「将来に於ける宣教師の事業」と題する講演を行う。1910年（大正9年）3月12日に東京基督教青年会館で大正改訳聖書の改訳委員の第1回会合が開催され、ダンロップはD・C・グリーン、フォス、別所梅之助、松山高吉と共に出席した。
1919年（大正8年）からは東京で奉仕し、1922年（大正11年）からは三重県津市で開拓伝道をした。しかし、1932年（昭和7年）に健康を害して長野県軽井沢町で療養するが、その地で死去する。
生前、長年の日本での功績により、母校クイーンズ大学より名誉神学博士号を受けた。